# 皇帝巖
皇帝巖又稱皇帝岩、宋王洞，是一處香港旅遊景點，位於新界屯門區龍鼓灘，為該處的一塊大石。傳說南宋末年宋帝昺曾棲身於該塊大石，因而得名。皇帝巖的背景與外觀，均與香港九龍馬頭圍未被炸毀前的宋皇臺相似，其上面則由右至左刻有「皇帝巖」3個紅色的大字。
皇帝巖附近近年增建了一個附設數張長椅的小平台，能遠眺沙洲及龍鼓洲海岸公園及伶仃洋的景色。皇帝巖之下亦設有紀念碑，除了描述宋帝昺的事蹟，更刻有文天祥的作品《過零丁洋》。

## 鄰近建築
- 龍鼓灘巴士總站
- 龍鼓灘天后古廟